# ماتياس ليونيل كيروغا
ماتياس ليونيل كيروغا (بالإسبانية: Matías Leonel Quiroga)‏ (25 يناير 1986 في الأرجنتين - ) هو لاعب كرة قدم أرجنتيني في مركز الوسط. لعب مع أتلتيكو أتلانتا وديفنسا خوستيكا وكولو-كولو ونيولز أولد بويز وهوراكان وتاليريس كوردوبا وسوسيداد كولتيورال ‏.

## وصلات خارجية
- ماتياس ليونيل كيروغا على موقع قاعدة بيانات كرة القدم.إي يو (الإنجليزية)
- ماتياس ليونيل كيروغا على موقع Soccerway.com (الإنجليزية)